# 簡易指形軟珊瑚
簡易指形軟珊瑚（学名：Sinularia facile）为軟珊瑚科指形軟珊瑚屬下的一个种。